# Tigidia
Genre
Synonymes
- Acropholius Simon, 1902
- Cestotrema Simon, 1902
- Forsythula Pocock, 1903
- Nossibea Strand, 1907
- Tructicus Strand, 1907

Tigidia est un genre d'araignées mygalomorphes de la famille des Barychelidae.

## Distribution
Les espèces de ce genre se rencontrent à Madagascar, en Inde et à l'île Maurice.

## Liste des espèces
Selon World Spider Catalog (version 24, 01/03/2023) :
- Tigidia alluaudi (Simon, 1902)
- Tigidia bastardi (Simon, 1902)
- Tigidia dubia (Strand, 1907)
- Tigidia fasciata Mirza, 2023
- Tigidia jalgaonensis Mirza, 2023
- Tigidia konkanensis Mirza, Zende & Patil, 2016
- Tigidia majori (Pocock, 1903)
- Tigidia mathiauxi (Simon, 1902)
- Tigidia mauriciana Simon, 1892
- Tigidia nilgiriensis Sanap, Mirza & Siliwal, 2011
- Tigidia rutilofronis Sanap, Mirza & Siliwal, 2011
- Tigidia sahyadri Siliwal, Gupta & Raven, 2011
- Tigidia tangerina Mirza, 2023
- Tigidia typica (Strand, 1907)

## Systématique et taxinomie
Ce genre a été décrit par Simon en 1892 dans les Aviculariidae.
Acropholius, Cestotrema, Forsythula, Nossibea et Tructicus ont été placés en synonymie par Raven en 1985.

## Publication originale
- Simon, 1892 : « Études arachnologiques. 24e Mémoire. XXXIX. Descriptions d'espèces et de genres nouveaux de la famille des Aviculariidae (suite). » Annales de la Société Entomologique de France , vol. 61, p. 271-284 (texte intégral).